# Fullmåne (roman)
Fullmåne är en roman av P.G. Wodehouse, utgiven i England 1947 med titeln Full Moon. Romanen översattes till svenska av Birgitta Hammar 1948.

## Persongalleri
- Clarence Threepwood, nionde earl av Emsworth – tankspridd lord helt fokuserad på svinuppfödning.
- Frederick Threepwood – lord Emsworths yngste son. Har en hög position i ett hundmatsföretag.
- Dronningen av Blandings – lord Emsworths tvåfaldigt prisbelönta sugga och hans ögonsten.
- Lady Hermione Wedge – lord Emsworths syster. Påminner mycket om en kokerska.
- Egbert Wedge – lady Wedges make. Enkel och rättfram före detta infanteriöverste.
- Veronica Wedge – paret Wedges dotter. Underskön men något klenbegåvad.
- Galahad Threepwood – lord Emsworths yngre bror. Världsman och societetslejon.
- Dora Garland – änkenåd och syster till lord Emsworth.
- Bill Lister – konstnär och nybliven krogägare med utseende som en vänlig gorilla.
- Prudence Garland – småväxt men söt dotter till Dora Garland. Förälskad i Bill Lister.
- Tipton Plimsoll – amerikansk miljonär som strävar att försaka alkoholhaltiga drycker på läkares inrådan. Förälskad i Veronica. Inbillar sig att Bill Lister är en hallucination.

## Handling
Berättelsen börjar helt lugnt på Blandings där lord Emsworth pysslar med sin prisbelönta sugga. Emellertid anländer hans yngre son Freddy med sin torrlagde vän Plimsoll vilken ordinerats lantluft av en läkare. Dit kommer, högst motvilligt, även hans systerdotter Prudence som på sin mors och mosters befallning skickats till Blandings timmarna innan hon tänkt äkta Bill Lister. Plimsoll blir samtidigt störtförälskad i Prudence's vackra kusin Veronica men drar sig för att avslöja detta. Freddy och hans farbror Galahad försöker ett flertal gånger hjälpa Lister att komma i kontakt med Prudence men de olika försöker går i stöpet på grund av fumlighet. Galahad tar till alla medel (bl.a. assistens från lord Emsworths sugga) och lyckas, efter en rad förvecklingar, förena de två paren.